# Victor Hecht

Victor Hecht

Victor Hecht (* 1847 Haslau bei Eger, damals Böhmen, Kaisertum Österreich; † 16. Juni 1904 in Linz) war ein Jurist und Alpinist, dem zahlreiche Erstbesteigungen und Erstbegehungen in den Alpen gelangen.

## Leben
Hecht wurde 1847 als Sohn von August und Marie Hecht geboren und wuchs nach deren frühem Tod bei seinem Großvater auf. Schon während seines Studiums der Rechtswissenschaften an der Karls-Universität Prag und anschließender Promotion war er bergsteigerisch in den Alpen aktiv.
In den 1870er Jahren bestieg er zusammen mit heimischen Bergführern – etwa Hans Pinggera – etliche Dreitausender unter anderem in den Gebirgsgruppen der Hohen Tauern, den Lechtaler, Zillertaler, Ötztaler und Ortler-Alpen, davon einige auf neuen Routen oder als Erstbesteiger. Weggefährten Hechts waren Karl Hofmann und Johann Stüdl, mit letzterem war er im Vorstand der Sektion Prag des Deutschen und Österreichischen Alpenvereins aktiv, wo beide Gründungsmitglieder waren.
Seine persönlichen Aufzeichnungen führten „über 300 Hochgipfel auf, davon 100 Gipfel von mehr als 10.000 Fuß Meereshöhe“.
Als Hecht 1890 am Langkofel in den Dolomiten unvorbereitet biwakieren musste, zog er sich eine schwere Nervenerkrankung mit Lähmungserscheinungen zu. 1901 war Hecht auch gezwungen, sein Amt als Hof- und Gerichtsadvocat in Prag niederzulegen und zog nach Linz-Urfahr, wo er 1904 verstarb.

## Erstbesteigungen
- Hohe Weiße, Ötztaler Alpen (1871)
- Luckenkogel, Granatspitzgruppe (1871)
- Tschenglser Hochwand, Ortler-Alpen (1871)
- Hohes Eis, Stubaier Alpen (1872)
- Liebenerspitze, Ötztaler Alpen (1872)
- Lodner, Ötztaler Alpen (1872)
- Mittlere Marzellspitze, Ötztaler Alpen (1872)
- Östliche Marzellspitze, Ötztaler Alpen (1872)
- Wildgall, Rieserfernergruppe (1872)
- Malhamspitzen Venedigergruppe (1873)
- Innere Schwarze Schneid, Ötztaler Alpen (1874)
- Mutkogel, Ötztaler Alpen (1874)
- Petersenspitze, Ötztaler Alpen (1874)
- Schwarzwandspitze, Stubaier Alpen (1874)
- Tiefenbachkogel, Ötztaler Alpen (1874)
- Zillerschartenspitze, Zillertaler Alpen

## Werke
- Victor Hecht: Von Sulden nach Stubai. In: Zeitschrift des Deutschen und Oesterreichischen Alpenvereins, Band 5, München 1874, S. 313–333 (Digitalisat)
- Victor Hecht: Aus den Julischen und Carnischen Alpen. In: Zeitschrift des Deutschen und Oesterreichischen Alpenvereins, Band 14, München 1883, S. 478–494 (Digitalisat)